# Maison traditionnelle javanaise

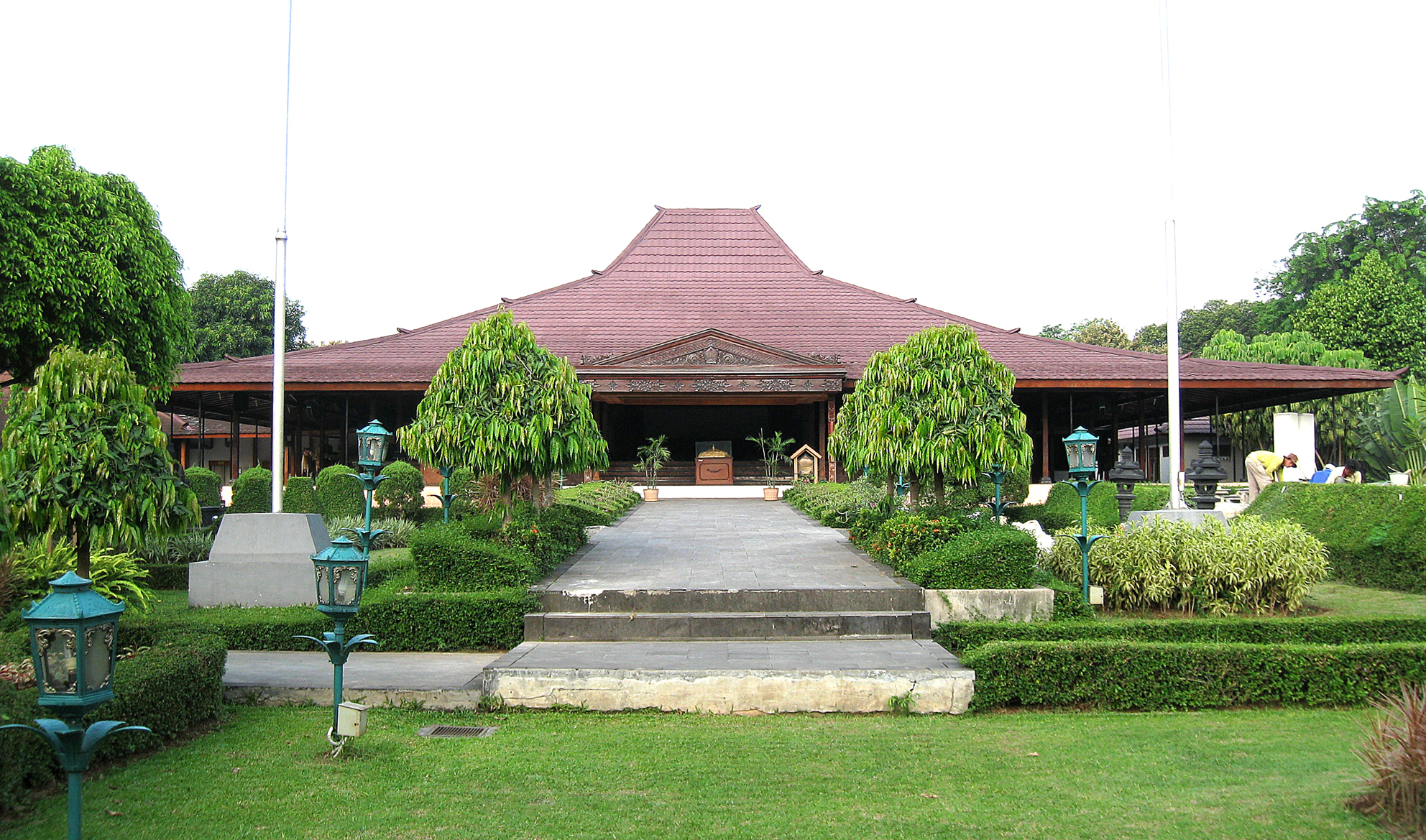
Toit de type joglo dans le Taman Mini Indonesia Indah, inspiré du palais Mangkunegaran

La maison traditionnelle javanaise (en javanais omah tradhisional Jawa) est l'habitat vernaculaire des Javanais sur l'île de Java en Indonésie. L'architecture de la maison javanaise est caractérisée par ses règles de hiérarchie qui se reflètent notamment dans la forme du toit et l'organisation de son agencement. Les maisons traditionnelles javanaises ont généralement des agencements similaires, c'est la forme du toit qui définit le rang social et économique des propriétaires.
L'architecture des maisons traditionnelles javanaises a été largement influencée par l'architecture coloniale hollandaise et a contribué l'architecture moderne du XXe siècle en Indonésie.

## Histoire
Les Javanais sont une population dont la langue appartient à la famille austronésienne. Des bas-reliefs à Borobudur laissent à penser que les maisons austronésiennes étaient la norme du IXe siècle au XIIe siècle. C'est entre le XIIIe siècle et le XIVe siècle qu'émerge la maison traditionnelle javanaise telle que nous la connaissons aujourd'hui[Quand ?].
L'arrivée des Européens au XVIe siècle marque l'apparition de l'utilisation de nouvelles techniques de construction : étages en briques, fondations pour les murs et toits en tuiles.
Au XXe siècle, les Néerlandais étudièrent l'architecture javanaise et s'en inspirèrent pour créer un style "des Indes" (Nieuwe Indische Bouwstijl).

## Types de toits
Les maisons traditionnelles javanaises reflètent l'appartenance sociale de l'occupant en fonction de la forme du toit, du plus petit au plus grand : kampung, limasan et joglo.

Hiérarchie des formes de toits javanais
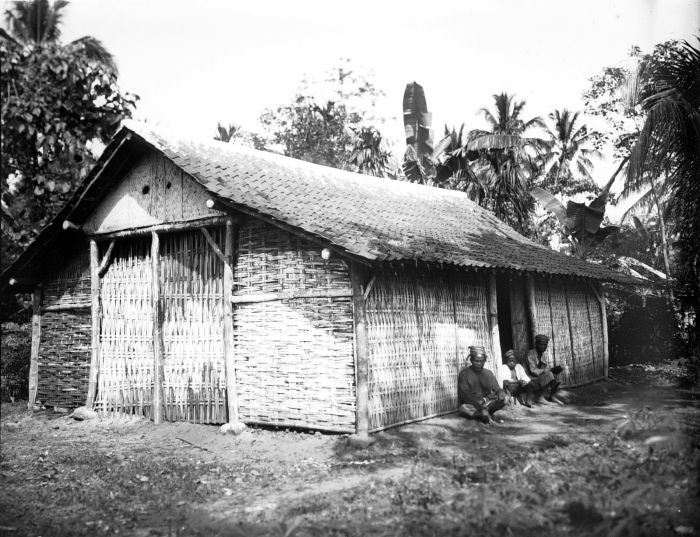
Toit du type kampung sur une maison javanaise de gens du commun.
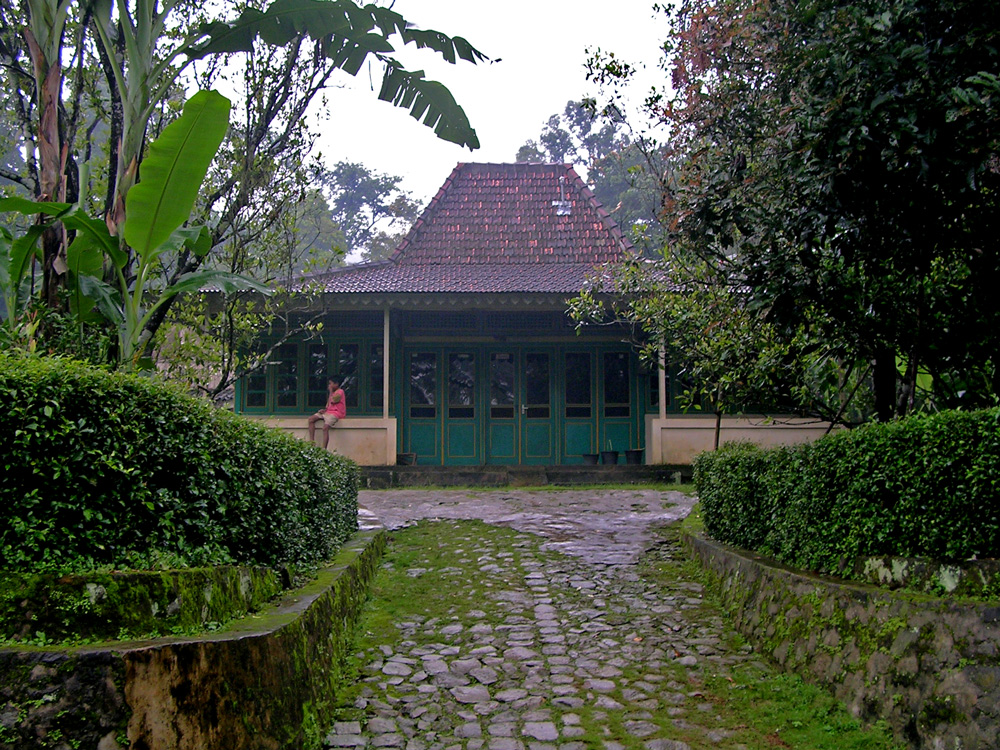
Toit de type limasan associé un à plus haut statut familial dans un village près de Salatiga.
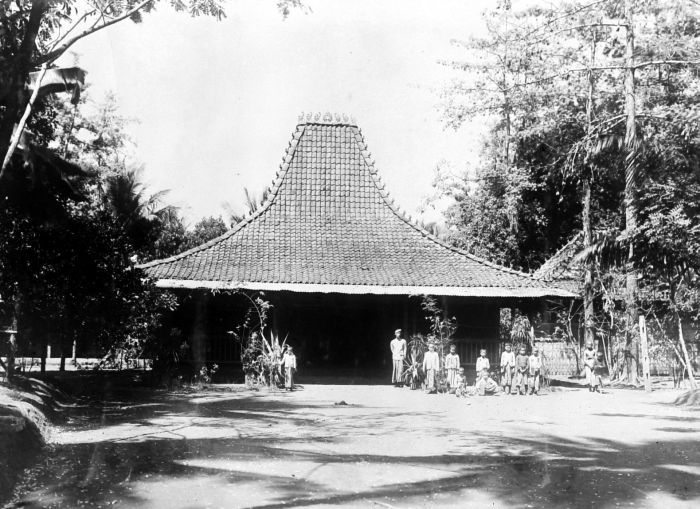
Toit de type joglo sur la résidence du chef de village de Jepara.
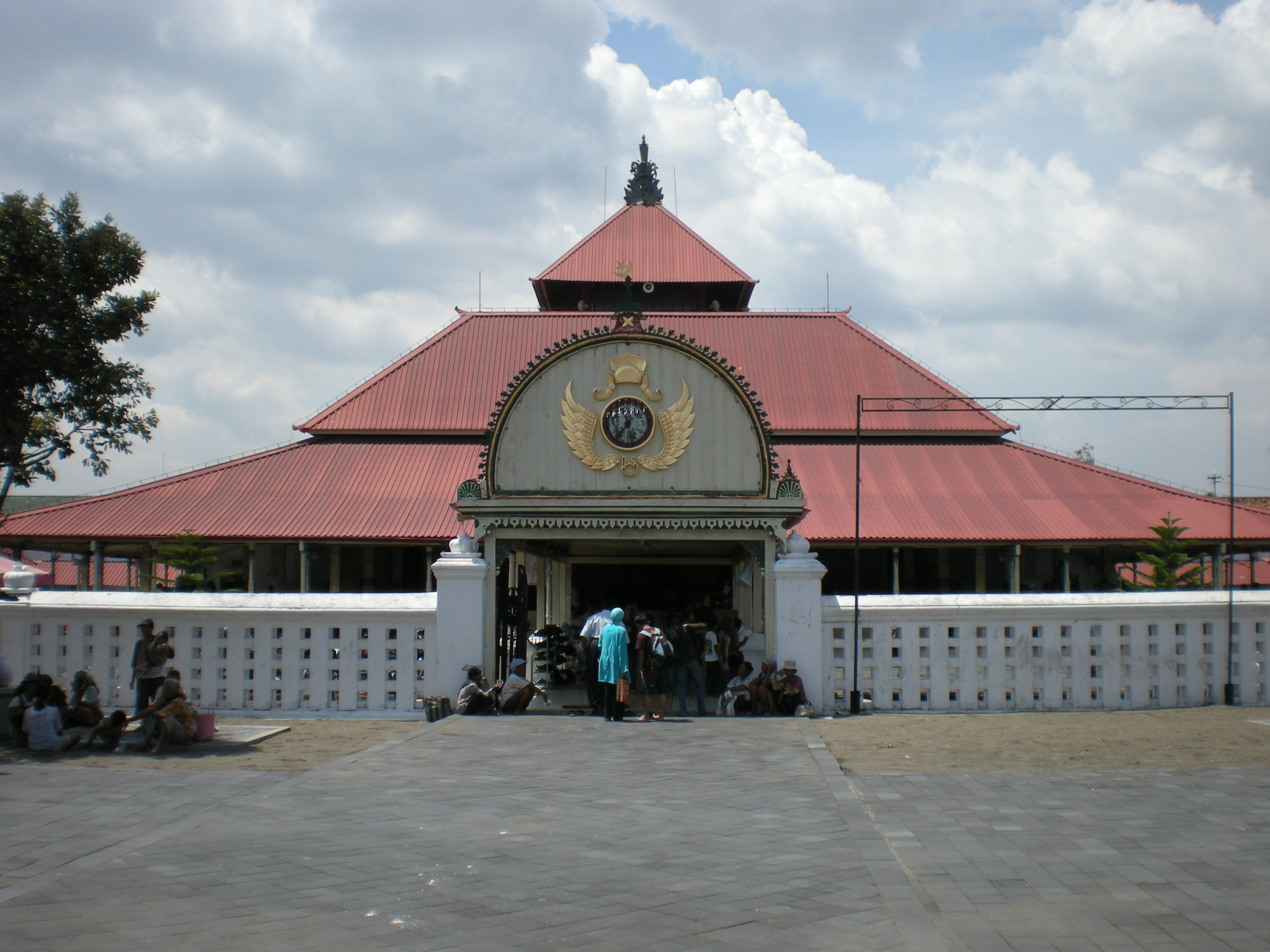
Toit de type tajug ou meru réservé aux espaces sacrés, ici une mosquée à Yogyakarta.

## Habitations de la noblesse

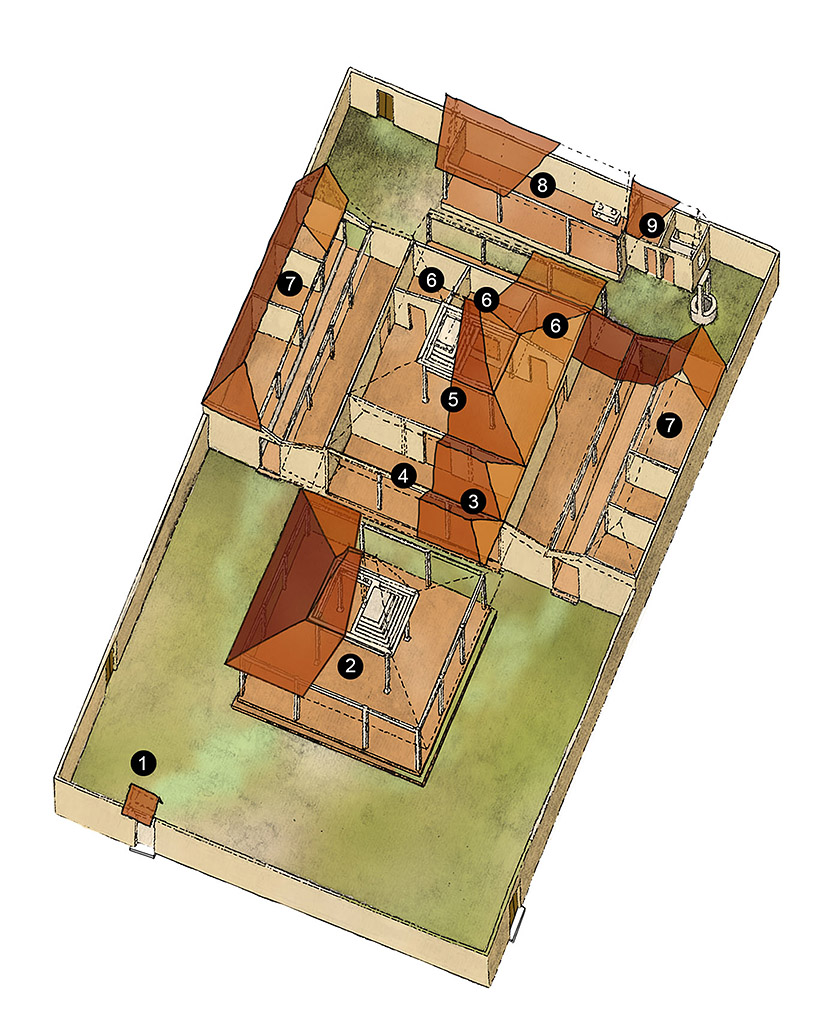
Habitation traditionnelle d'un noble javanais. Légende : 1. lawang pintu 2. pendopo 3. peringgitan 4. emperan 5. dalem 6. senthong 7. gandok 8. dapur (cuisine)

La maison traditionnelle de l'aristocratie javanaise est un ensemble composé de plusieurs bâtiments dont l'entrée s'effectue par le lawang pintu. La maison est en général orientée selon un axe nord-sud.
Le pendopo est un grand pavillon ouvert et rectangulaire réservé aux demeures de nobles. Il est situé en avant du complexe et sert à recevoir les invités et pour les cérémonies. Il est relié à l'habitation principale (omah) par le peringgitan.
L'omah est agencé à l'aide de panneaux amovibles (qui peuvent être en bois). À l'avant, l'emperan est une semi-véranda servant aux activités publiques. Une porte ornée mène au dalem, la pièce centrale. Celle-ci étant la plus intérieure, elle est plutôt sombre, coupée de la lumière extérieure. C'est là que la famille dort. À l'arrière, on trouve le senthong composé de trois petites pièces. La pièce à l'est sert à ranger le matériel agricole. Celle de l'ouest sert à stocker le riz. La pièce centrale est celle où l'on brûle l'encens pour les cérémonies en hommage à Sri, la déesse du riz.
À mesure que la famille grandit, des structures peuvent être ajoutées (gandok).